# Sahar el layaly
Sahar el layaly (àrab: سهر الليالي, Sahar al-layālī, ‘Nits d'insomni’) és una pel·lícula de cinema egípcia de 2003 dirigida per Hani Khalifa. Va ser escollida com a candidata d'Egipte a l'Oscar a la millor pel·lícula de parla no anglesa als Premis Oscar de 2003, però finalment no va ser nominada.

## Argument
Una dona que no és satisfeta sexualment pel seu marit cerca un amant, alhora que una altra dona s'acosta al seu marit per interès sexual. Pel·lícula controvertida a Egipte per les seves escenes de petons i obertes referències sexuals.

## Repartiment
- Mona Zaki com Perry
- Hanan Tork com Farah
- Sherif Mounir com Sameh
- Fathy Abdel Wahab com Khaled
- Khaled Abol Naga com Ali
- Ahmed Helmy com Amr
- Ola Ghanem com Inas
- Gihan Fadel com Moshira